# Hans-Dieter Paufler
Hans-Dieter Paufler (* 14. Februar 1935 in Dresden; † 25. Juli 2014 in Berlin-Kaulsdorf) war ein deutscher Romanist und Hispanist.

## Leben und Werk
Paufler studierte ab 1953 an der Humboldt-Universität zu Berlin bei Kurt Baldinger. Er promovierte 1964 bei Rita Schober mit der Arbeit Zu Problemen der Stellung des attributiven Adjektivs im Altspanischen (erschienen u. d.T. Strukturprobleme der Stellung attributiver Adjektive im Altspanischen, Halle a. S. 1968) und habilitierte sich 1968 bei Werner Bahner und Johannes Klare mit der Schrift Studien zur spanischen Sprache unter besonderer Berücksichtigung der lateinamerikanischen Variante. 1969 wurde er Hochschuldozent für Französische und Spanische Sprachwissenschaft. Von 1974 bis 2000 war er an der Humboldt-Universität Professor für Romanische Philologie.

## Weitere Werke
- Lateinamerikanisches Spanisch. Phonetisch-phonologische und morphologisch-syntaktische Fragen, Leipzig 1977